# Igor Vlagyimirovics Kolivanov
Igor Vlagyimirovics Kolivanov (oroszul: Игорь Владимирович Колыванов; Moszkva, 1968. március 6. –) orosz labdarúgóedző, korábban szovjet és orosz válogatott labdarúgó.

## Pályafutása

### Klubcsapatban
Moszkvában született. Pályafutását az FSH Moszkva csapatában kezdte 1985-ben. Egy évvel később a Szpartak Moszkva igazolta le, ahol a tartalékok között szerepelt. 1986-ban a Gyinamo Moszkva együtteséhez igazolt, ahol a tartalékcsapatban az első mérkőzésén rögtön sérülést szenvedett. Sérülése mintegy két hónapot vett igénybe és az első csapatban nem tudott bemutatkozni, mely a bajnoki szezon végén a második helyen zárt a Dinamo Kijev mögött. Miután visszatért folyamatosan javult a teljesítménye Az 1989-es idényben 11 gólt szerzett, az 1991-es idényt pedig 18 találattal zárta, amivel elnyerte a gólkirályi címet. 1991-ben az év szovjet labdarúgójának is megválasztották. A Gyinamo Moszkvában összesen hat szezonon keresztül játszott. 1991-ben Olaszországba a Foggia csapatához szerződött, majd 1996 és a 2001 között a Bologna játékosa volt. 

### A válogatottban
Tagja volt az 1990-ben Európa-bajnokságot nyerő szovjet U21-es válogatottnak, ráadásul 9 találattal a gólkirályi címet is megszerezte. 1989 és 1991 között 19 alkalommal szerepelt a szovjet válogatottban és 2 gólt szerzett. 1992-ben 5 mérkőzésen lépett pályára a FÁK válogatottjában és részt vett az 1992-es Európa-bajnokságon. 1992 és 1998 között 35 alkalommal játszott az orosz válogatottban és 12 gólt szerzett. Részt vett az 1996-os Európa-bajnokságon.

## Edzőként
Aktív pályafutását követően edzősködni kezdett. 2002 és 2010 között az orosz utánpótlás-válogatottaknál dolgozott. 2012 és 2015 között az Ufa, 2017 és 2019 között a Torpedo Moszkva vezetőedzője volt. 2019-től 2020-ig az örmény Ararat Jerevan csapatát edzette.

## Sikerei, díjai

### Játékosként
Szovjetunió U21
- U21-es Európa-bajnok (1): 1990

Egyéni
- Az U21-es Európa-bajnokság gólkirálya (1): 1990 (9 gól)
- A A szovjet bajnokság gólkirálya (1): 1991
- Az év szovjet labdarúgója (1): 1991